# 陳勇志 (罪犯)
陳勇志，為中華民國十大槍擊要犯之一，台中市潭子區人，目前因槍多起槍殺、擄人勒贖、恐嚇取財等案件，受臺中法院一審及二審皆判處死刑，經被告方上訴至第三審。2013年11月29日，最高法院召開言詞辯論庭，就是否判處死刑定讞作公開辯論，合議庭於2013年12月17日下午，由於曾漏未給予陳之律師辯護機會、判決主文及理由中事實錯置，判決違背法令，因而宣佈撤銷原判，發回台中高分院更審。

## 生平
1997年12月，陳勇志在台中金錢豹酒店與服務人員發生口角後，持槍向酒店櫃檯掃射，致躲在沙發後的曾姓酒店小姐中流彈身亡。同年3月12日，陳於台南路易十三酒店替被毆友人出氣，持槍掃射，造成2死2重傷。同年4月28日，陳於台中普羅酒店帶4名同夥持烏茲衝鋒槍掃射147槍，致酒店陳姓女經理死亡。經過連續三起的酒店命案之後，陳勇志被道上稱為酒店殺手。
另外，陳還犯下多起恐嚇取財案。於1998年1月陳持槍射擊嘉義縣謝姓商人腿部，並對謝恐嚇取財500萬既遂。1998年6月，陳勇志與同夥策畫綁架台南陳姓商人，欲擄人勒贖陳姓商人2,000萬元，但因押陳取款時遭警方圍捕而未遂。1999年6月，陳因籌措跑路費用，寄手榴彈給當時任立委的林進春，勒贖1億元，但未得逞。之後，陳勇志為躲避警方追緝，潛逃到中国大陆。
陳跑路到中国大陆後，仍於2009年以遙控方式，對雲林縣砂石公會理事長許忠義犯下恐嚇取財未遂案。同年5月，另對朱某犯下一起恐嚇取財6,000萬元未遂案。
逃亡十多年後，2010年12月2日於深圳家中落網，12月15日大陆公安及台湾署刑事警察局根据海峽兩岸共同打擊犯罪及司法互助協議被遣返回台。
就上述多起槍殺、擄人勒贖、恐嚇取財等案件，2012年11月臺中地方法院認陳勇志罪孽深重，犯後毫無悔意且一再狡辯，一審宣告判一個死刑、二個無期徒刑，應執行死刑。經過上訴，2013年7月，臺灣高等法院臺中分院二審仍維持原死刑判決。2013年11月29日，最高法院召開言詞辯論庭，就是否判處死刑定讞作公開辯論，合議庭於2013年12月17日下午，由於曾漏未給予陳之律師辯護機會、判決主文及理由中事實錯置，判決違背法令，因而宣佈撤銷原判，發回台中高分院更審。

## 陳勇志與台中廣三SOGO百貨槍擊案
陳勇志曾被懷疑犯下廣三SOGO槍擊案，但因無證據證明為陳所為，陳並未因此案被起訴。
1999年6月5日上午11點多，蒙面歹徒持槍於台中廣三崇光百貨門口掃射，流彈波及懷有5月身孕的莊嘉慧，莊之胎兒因此不保，莊也成為植物人。警方曾推測，當時廣三集團總裁曾正仁因超貸多家銀行共300多億，
可能遭人開槍警告，因此懷疑陳犯下廣三SOGO槍擊案。但陳十多年後落網，始終否認犯下此案。
經檢方調查，1999年6月5日中午11時20分，立委林進春服務處監視器拍到陳勇志於走進服務處的畫面，而當時正是廣三SOGO槍擊案案發時間，故有陳不在場證明，加上彈道比對不符，且陳通過測謊，檢方無證據證明本案為陳所為，故未就廣三SOGO槍擊案對陳起訴。